# 1952 у хокеї з шайбою

Нижче наведені хокейні події 1952 року у всьому світі.

## Олімпійські ігри
На чемпіонаті світу та зимових Олімпійських іграх в Осло золоті нагороди здобула збірна Канади («Едмонтон Меркуріз»).
Підсумкові місця:
1. Канада
2. США
3. Швеція (чемпіон Європи)
4. Чехословаччина
5. Швейцарія
6. Польща
7. Фінляндія
8. ФРН
9. Норвегія

## НХЛ
Шість клубів брали участь у регулярному чемпіонаті НХЛ 1951/52.
У фіналі кубка Стенлі «Детройт Ред-Вінгс» переміг «Монреаль Канадієнс».
|  | Півфінали            | Півфінали            |   |  | Фінал               | Фінал |  |
|  |                      |                      |   |  |                     |       |  |
|  |                      |                      |   |  |                     |       |  |
|  | «Детройт Ред-Вінгс»  | 4                    |   |  |                     |       |  |
|  | «Торонто Мейпл-Ліфс» | 0                    |   |  |                     |       |  |
|  |                      |                      |   |  |                     |       |  |
|  |                      |                      |   |  |                     |       |  |
|  |                      |                      |   |  | «Детройт Ред-Вінгс» | 4     |  |
|  |                      | «Монреаль Канадієнс» | 0 |  |                     |       |  |
|  |                      |                      |   |  |                     |       |  |
|  |                      |                      |   |  |                     |       |  |
|  |                      |                      |   |  |                     |       |  |
|  |                      |                      |   |  |                     |       |  |
|  | «Монреаль Канадієнс» | 4                    |   |  |                     |       |  |
|  | «Бостон Брюїнс»      | 3                    |   |  |                     |       |  |

## Національні чемпіони
- Австрія: «Клагенфурт»
- Болгарія: «Червено знаме» (Софія)
- Італія: «Інтер Мілан»
- НДР: «Динамо» (Вайсвассер)
- Норвегія: «Фурусет» (Осло)
- Польща: «Легія» (Варшава)
- Румунія: «Меркуря-Чук»
- СРСР: ВПС (Москва)
- Угорщина: «Вереш Метеор» (Будапешт)
- Фінляндія: «Ільвес» (Тампере)
- Франція: «Шамоні» (Шамоні-Мон-Блан)
- ФРН: «Крефельд»
- Чехословаччина: ВЖКГ (Острава)
- Швейцарія: «Ароза»
- Югославія: «Партизан» (Белград)

## Переможці міжнародних турнірів
- Кубок Шпенглера: «Фюссен» (ФРН)
- Кубок Ахерна: «Едмонтон Меркуріз» (Канада)
- Кубок Татр: «Простейов» (Чехословаччина)

## Засновані клуби
- «Булонь-Біянкур» (Франція)

## Народились
- 23 січня — Ярослав Поузар, чехословацький хокеїст. Чемпіон світу.
- 11 квітня — Їржі Кралик, чехословацький хокеїст. Чемпіон світу.
- 25 квітня — Владислав Третьяк, радянський хокеїст. Олімпійський чемпіон. Член залів слави хокею та ІІХФ.
- 31 липня — Гелмут Балдеріс, радянський та латвійський хокеїст. Чемпіон світу. Член зали слави ІІХФ.